# Maro Martinović
Maro Martinović (Dubrovnik, 6. siječnja 1961.) je hrvatski kazališni, televizijski i filmski glumac.

## Životopis
Rodom iz Dubrovnika, diplomirao je 1983. glumu na Akademiji dramske umjetnosti u Zagrebu. Od 1984. do 1990. bio je član kazališta Marina Držića u Dubrovniku. Poznat je po svom aktivnom radu u glumačkom ansamblu Zagrebačkog kazališta mladih, u kojem je ostvario preko četrdeset predstava od 1992. Pojavio se u predstavama Dubrovačkih ljetnih igara, Zorina doma i Bacači sjenki.
Bavi se i jezičnim radom na Akademiji dramskih umjetnosti i Dubrovačkim ljetnim igrama. Osvojio je 2020. Nagradu hrvatskog glumišta za najbolje glumačko ostvarenje u lutkarskoj predstavi ili predstavi za djecu i mlade, za predstavu "Mi i oni"
Igrao je na televiziji i radiju, a filmsko ga platno pamti po glavnoj ulozi u filmu "Krvopijci". Pekar Pompidou u hrvatskoj sinkronizaciji filma "Juhu-hu" i Tom Hanks u hrvatskoj sinkronizaciji filma "The Simpsons" glasovi su Martinovića.
Sin je Miše Martinovića i brat Perice Martinović.

## Filmografija

### Televizijske uloge
- "Urota" kao gospodin Vitković (2007.)
- "Tuđinac" (1990.)

### Filmske uloge
- "Je li jasno, prijatelju?" kao politički zatvorenik #3 (2000.)
- "Tužna Jele" kao Miho (1998.) - TV-kazališna predstava
- "Pijesak vremena" kao Rodriquez (1992.)
- "Na tajnom zadatku" kao Misha (1991.)
- "Najbolji" kao Mirsad (1989.)
- "Krvopijci" kao Teobald Majer (1989.)

### Sinkronizacija
- "WALL-E" kao Shelby Fortright (2008.)
- "Juhu-hu" kao Pompidou (2007.)
- "Simpsoni film" kao Tom Hanks (2007.)
- "O mačkama i psima" kao tata Bradić (2006.) (RTL televizija i Projekt 6 Studio)

## Vanjske poveznice
- Maro Martinović u internetskoj bazi filmova IMDb-u (engl.)
- Stranica na ZKM.hr